# Greg de Vries

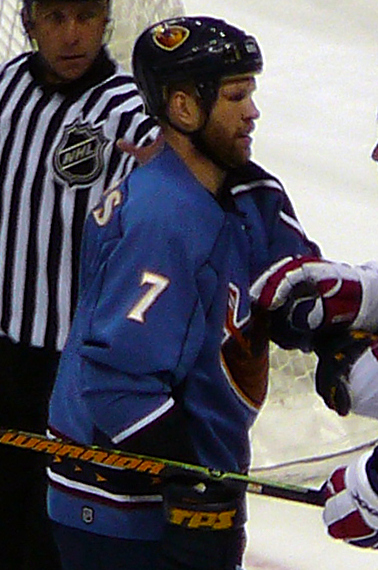
Greg de Vries i Atlanta Thrashers 2007

Greg de Vries, född 4 januari 1973, är en kanadensisk före detta professionell ishockeyspelare som spelade över 800 matcher för sex olika NHL-klubbar. Säsongen 2000/2001 var han med och vann Stanley Cup med Colorado Avalanche. 
de Vries blev aldrig draftad av någon NHL-klubb. Han var en storväxt back som förutom det definsiva spelet hade offensiva kvaliteter. Han avslutade sin professionella hockeykarriär i Nashville Predators efter säsongen 2008/2009.

## Klubbar i NHL
- Edmonton Oilers
- Nashville Predators
- Colorado Avalanche
- New York Rangers
- Ottawa Senators
- Atlanta Thrashers